# Japan Airlines
Pour les articles homonymes, voir JAL.
Japan Airlines Co., Ltd. (JAL) (株式会社日本航空インターナショナル, Kabushiki-gaisha Nihon Kōkū Intānashonaru, code AITA : JL ; code OACI : JAL) est la compagnie aérienne nationale japonaise. Elle exploite des vols internationaux et intérieurs sur quatre continents, depuis ses nombreux hubs à l'aéroport international de Narita (NRT), l'aéroport international de Tokyo-Haneda (HND), l'aéroport international du Chūbu (NGO) et l'aéroport international du Kansai (KIX).
Elle fait partie du groupe Japan Airlines Corporation, qui porte ce nom depuis 2004, qui comprend également les 5 autres compagnies suivantes : J-Air, JAL Express, Japan Air Commuter, Japan Transocean Air et Ryukyu Air Commuter. Elle est membre de l'alliance Oneworld.

## Histoire

### Période règlementée

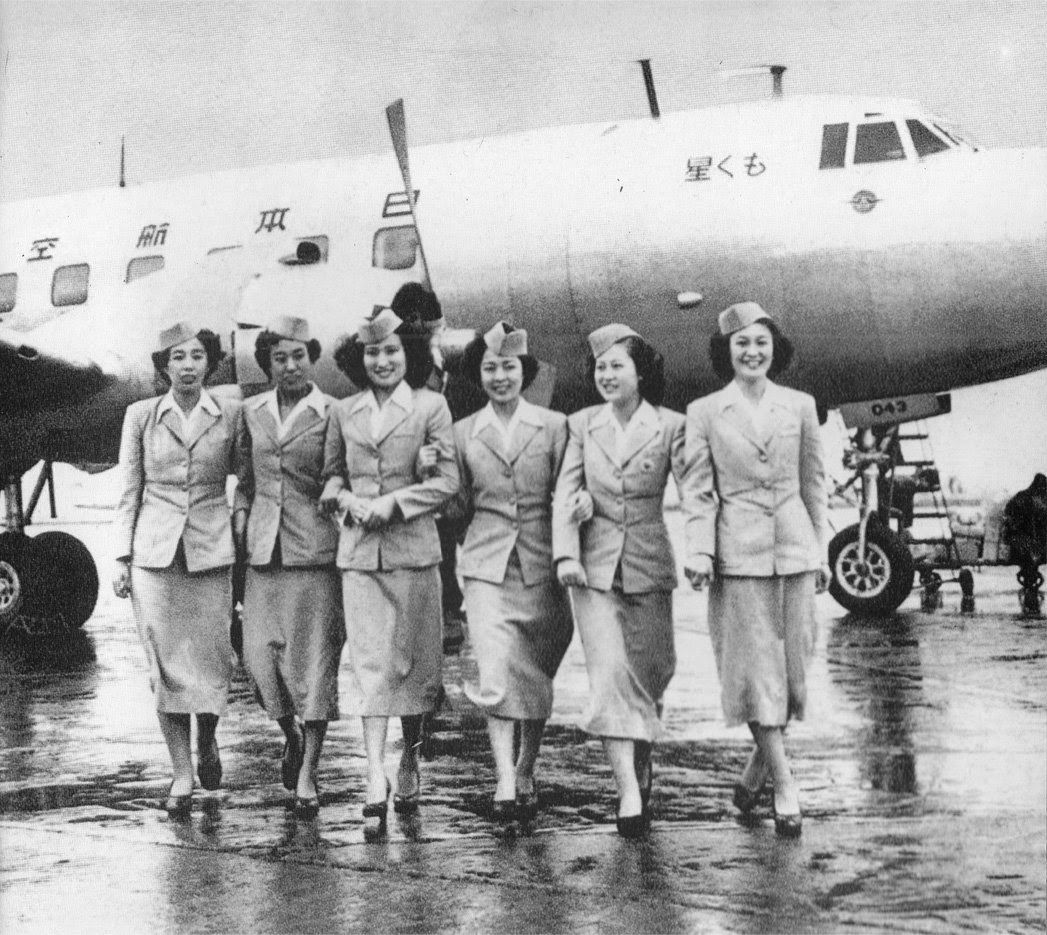
L'équipage de Japan Airlines devant un Martin 2-0-2 à l'occasion du premier vol de la compagnie le 25 octobre 1951.

À la sortie de la Seconde Guerre mondiale, le gouvernement japonais reconnaissant le besoin d'avoir une compagnie aérienne efficace, de manière à aider le Japon à se relever de la guerre, a créé Japan Air Lines le 1er août 1951, avec un capital initial de 100 millions de yens.
Le 2 février 1954, la compagnie commence des vols internationaux, transportant 18 passagers de Tokyo à San Francisco sur un Douglas DC-6B, en passant par l'île de Wake et Honolulu. Les vols entre Tokyo et San Francisco portent toujours les numéros 1 et 2, en commémoration de ce premier service international. Les premiers vols furent annoncés comme étant opérés par des équipages américains, alors que le service était assuré par United Air Lines à San Francisco.

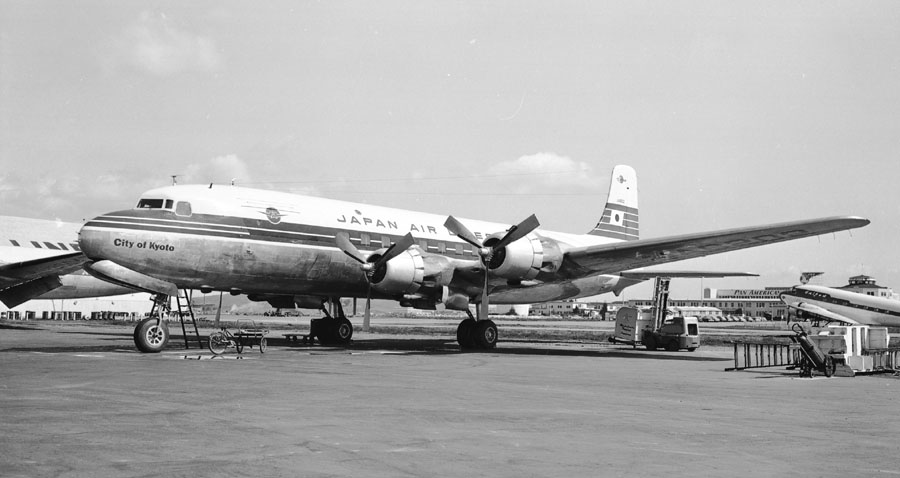
Un Douglas DC-6 de Japan Airlines à San Francisco.
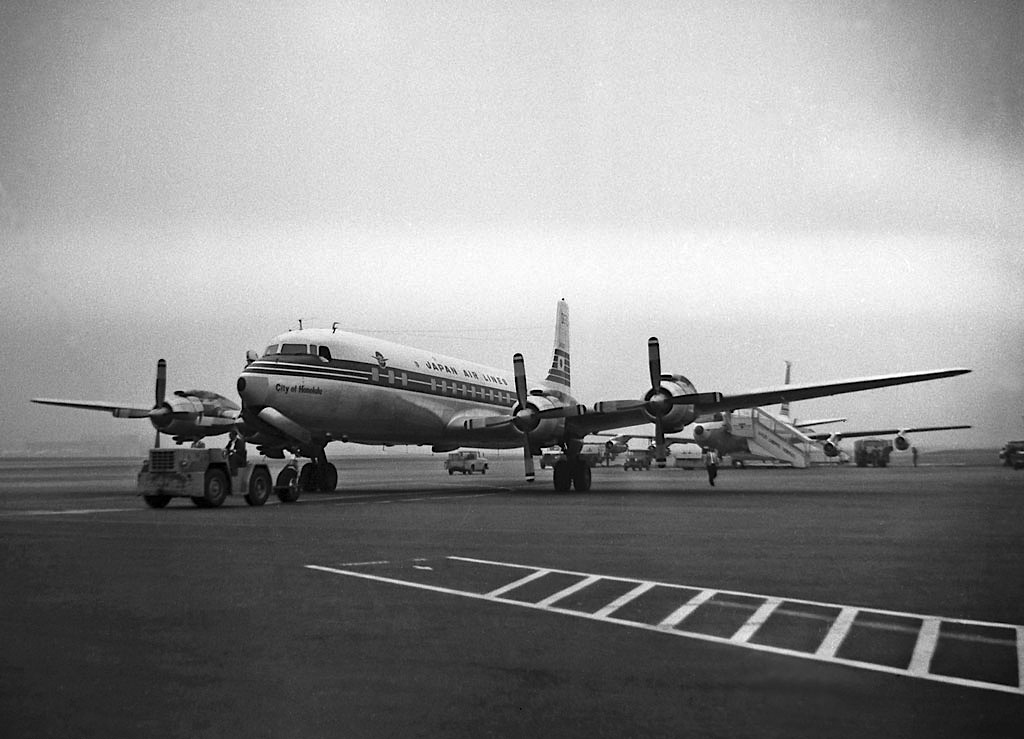
Un Douglas DC-7C à Los Angeles, en Californie.

La compagnie, en plus des DC-3, Douglas DC-6B et Martin 2-0-2, exploita des Douglas DC-4 et DC-7C pendant les années 1950. JAL s'envole pour Hong Kong via Okinawa en 1955, après avoir épuré son réseau domestique entre Tokyo, Osaka, Fukuoka et Sapporo. En 1958, la route de Hong Kong est prolongée vers Bangkok et Singapour. Avec ses DC-7C, JAL était capable de voler sans escale entre Seattle et Tokyo en 1959.

### L'ère des Jets

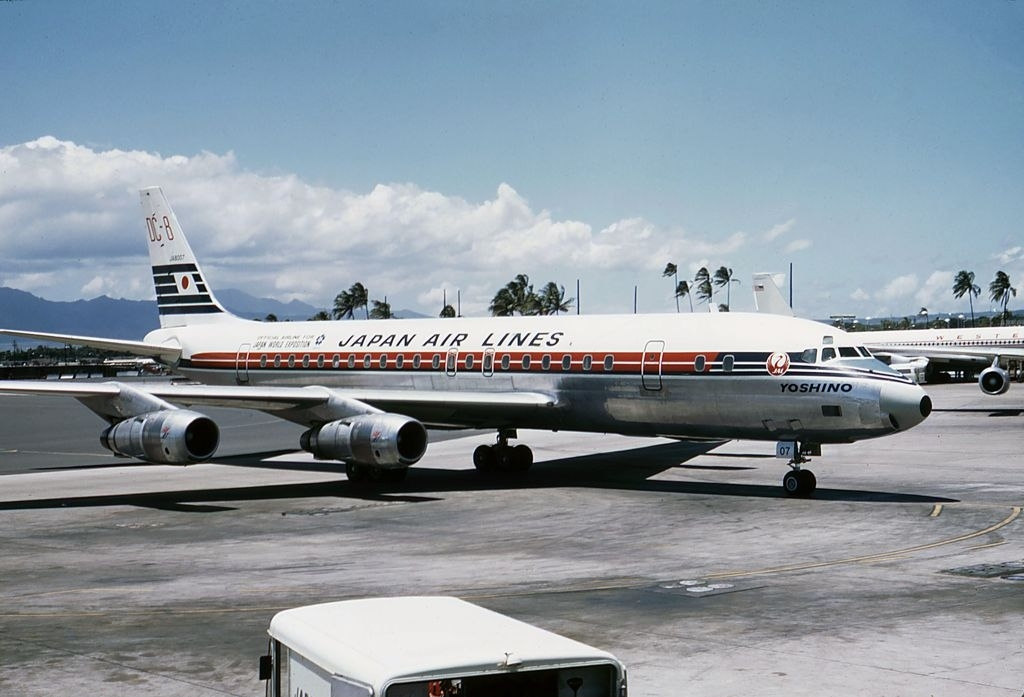
Douglas DC-8-53 de Japan Airlines (JAL).
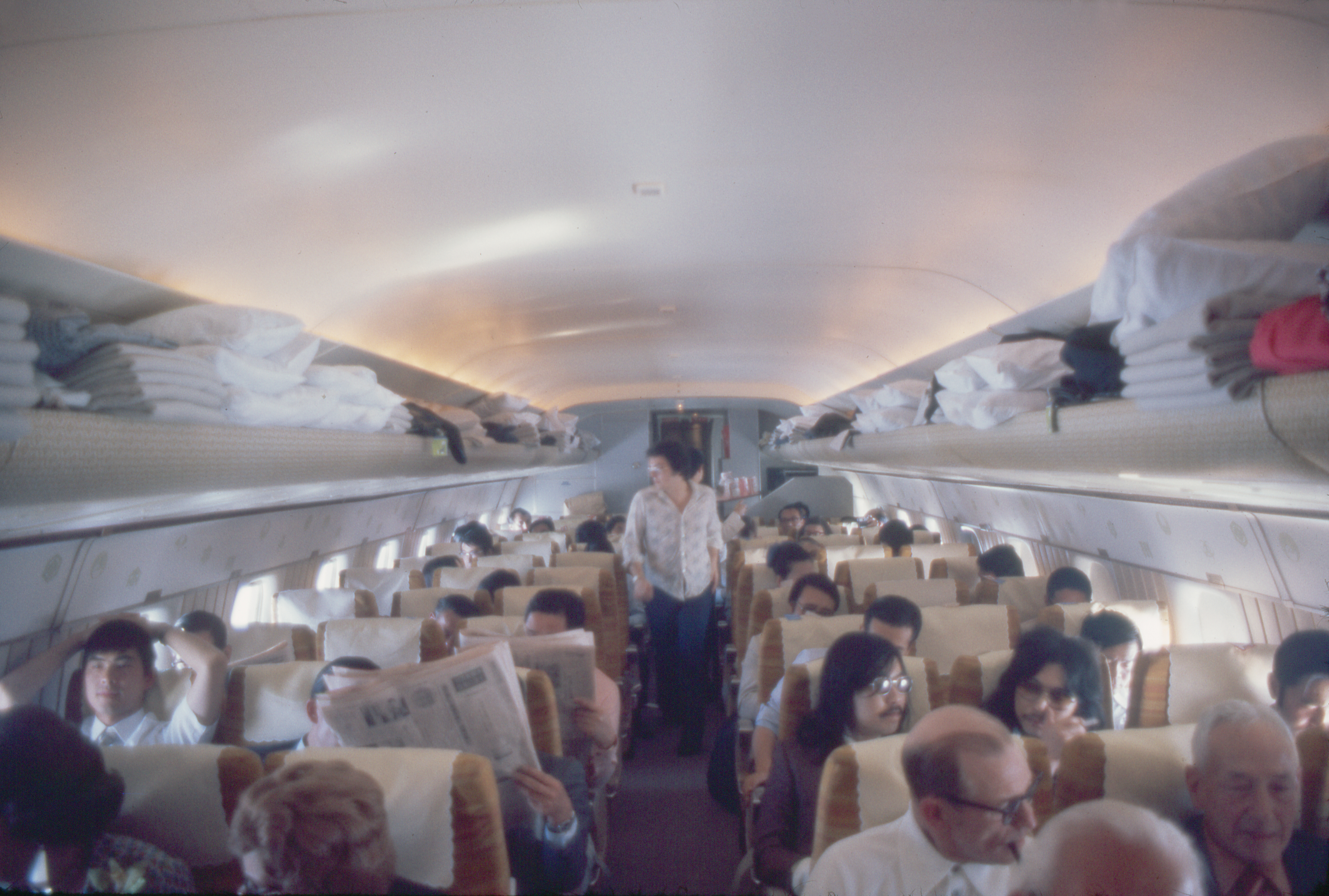
Cabine d'un DC-8 de Japan Airlines.
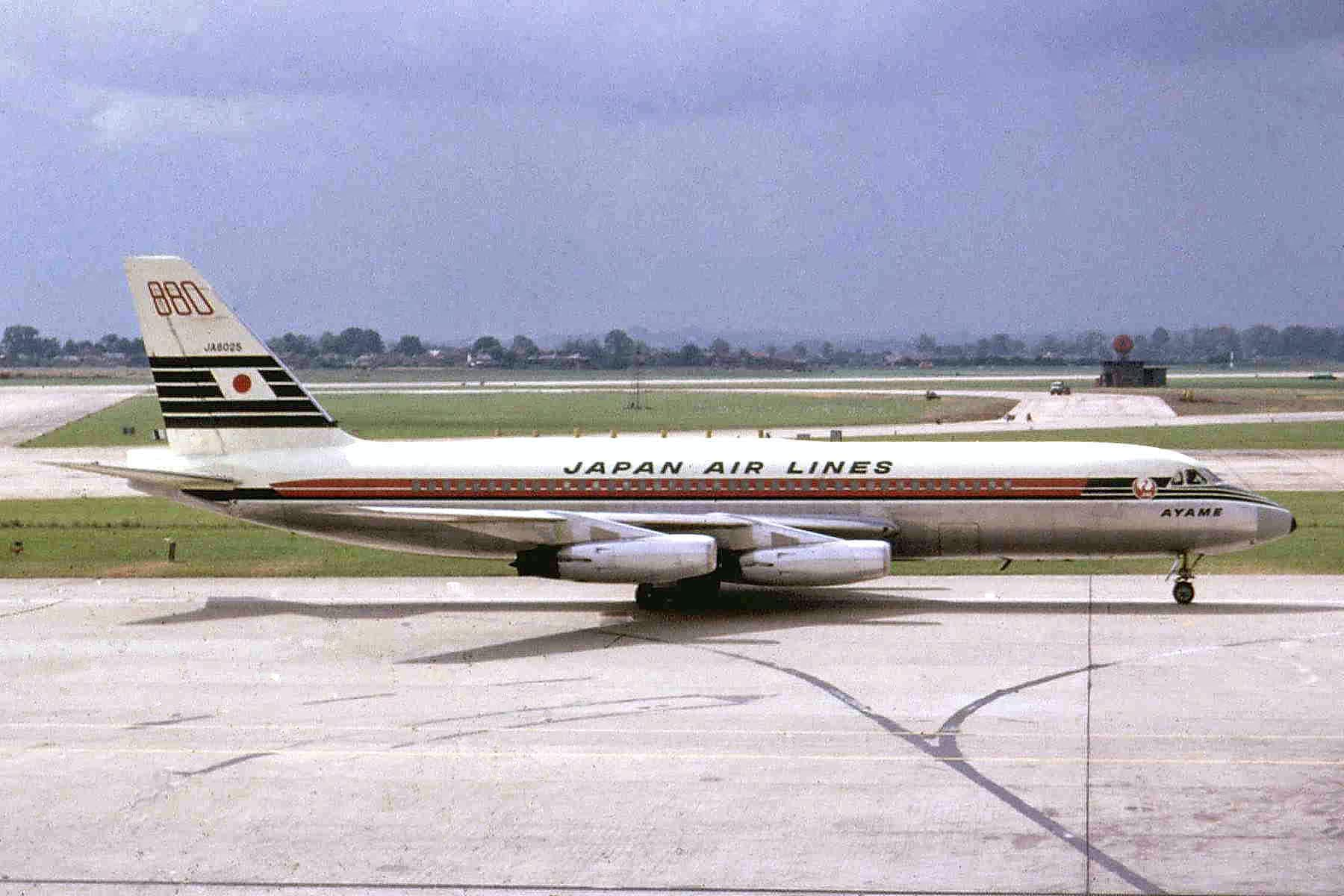
Un Convair CV.880 de Japan Airlines à Londres Heathrow le 2 septembre 1963.

En 1960, la compagnie reçoit son premier jet, un Douglas DC-8, et commence à voler vers Seattle et Hong Kong. Il est alors décidé de remplacer rapidement la flotte par des avions à réaction. À la fin de 1961, JAL commence à assurer des vols transpolaires de Tokyo à Seattle, Copenhague, Londres et Paris via Anchorage et vers Los Angeles et San Francisco via Honolulu et Hawaii.
Pendant les années 1960, JAL inaugure de nombreuses nouvelles destinations, dont Moscou, New York et Pusan. Les vols en DC- 8 vers l'Europe via Anchorage commencent en 1961 et ceux via l'Inde en 1962, d'abord avec des Convair 880.
En 1965, la compagnie fixe son siège au Palais de Tokyo à Marunouchi (Chiyoda, Tokyo). À cette époque, plus de la moitié du chiffre d'affaires de JAL sera généré sur les routes transpacifiques vers les États- Unis et la compagnie aérienne fait du lobbying aux États-Unis pour obtenir les droits de cinquième liberté et voler les routes transatlantiques à partir de la côte Est. La liaison transpacifique est étendue de San Francisco à New York en novembre 1966 et à Londres en 1967 ; des vols entre San Francisco et Londres vont prendre fin en décembre 1972.

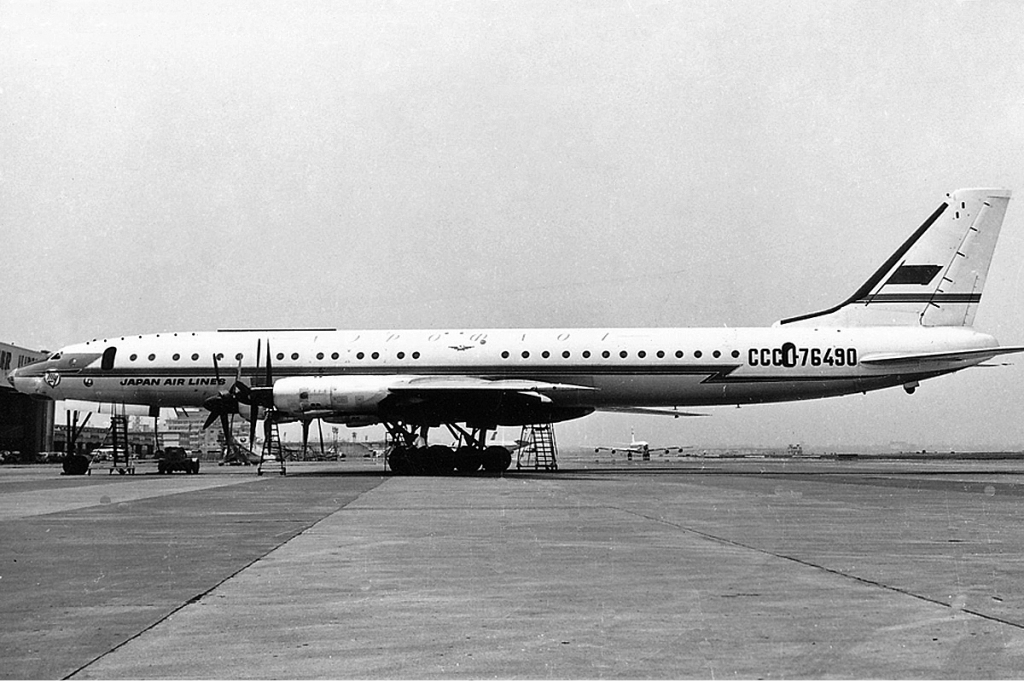
Un Tupolev Tu-114.

Entre 1967 et 1969, JAL conclut un accord avec Aeroflot pour exploiter un service commun entre Tokyo et Moscou en utilisant un Tupolev Tu- 114 soviétique. L'équipage inclut un membre JAL, alors que l'équipage de cabine comporte cinq membres appartenant aux deux compagnies. Les vols hebdomadaires débutent en avril 1967; en mai, le temps de vol annoncé est de 10 h 35 min de Moscou à Tokyo et 11 h 25 min pour le retour.
En 1972, en vertu du système 45/47, la « constitution de l'aviation » adoptée par le gouvernement japonais, JAL obtient le statut de compagnie porte-drapeau sur les lignes internationales.
La compagnie est également désignée pour exploiter les lignes intérieures en concurrence avec All Nippon Airways et Toa Domestic Airlines.
| - Un Boeing 727 de Japan Airlines le 4 mars 1967. - Un Boeing 747-100 à Roissy CDG le 3 mai 1985. |

La signature d'un accord de transport aérien entre la république populaire de Chine et le Japon, le 20 avril 1974, entraîne la suspension des liaisons aériennes vers la République de Chine (Taiwan) le 21 avril. Une nouvelle filiale, Japan Asia Airways, sera créée le 8 août 1975 et les services aériens entre les deux pays rétablis le 15 septembre.
Au cours des années 1970, la compagnie va de plus en plus opérer des Boeing 727, 747 et McDonnell Douglas DC- 10 tant sur les lignes intérieures que sur le réseau international.
Le 17 mars 1976, un Boeing 747 de la compagnie effectue le premier vol sans escale entre Tokyo et New York, soit 11 heures et demie pour le trajet de 10 139 kilomètres.
Dans les années 1980, la compagnie effectue des vols spéciaux pour le prince héritier Akihito et la princesse héritière Michiko du Japon, le Pape Jean-Paul II et de premiers ministres japonais, jusqu'à l'introduction de deux avions gouvernementaux dédiés, des Boeing 747-400. Au cours de cette décennie, la compagnie présentera aussi les nouveaux Boeing 747-100SR, Boeing 747- SUD et Boeing 767, et retire ses Boeing 727 et Douglas DC-8.
En 1978, JAL avait inauguré les destinations de São Paulo et Rio de Janeiro via Anchorage et San Juan. Ces escales seront changées pour Los Angeles en 1982 et New York JFK en 1999. Jusqu'en 2009, la compagnie, jouissant de la cinquième liberté, assure des vols entre New York et São Paulo, mais aussi entre Vancouver et Mexico.

### Période dérèglementée
Le Japon envisage une déréglementation aérienne à la fin des années 1970 et le gouvernement annonce l'abandon du système 45/47 en 1985. En 1987, Japan Airlines est entièrement privatisée et les deux autres compagnies aériennes Japonaises, All Nippon Airways (ANA) et Japan Air System (JAS), peuvent désormais rivaliser avec JAL sur les lignes intérieures et internationales. La concurrence accrue va entraîner des changements dans la structure organisationnelle de la compagnie, qui sera réorganisée selon trois divisions: services voyageurs internationaux, services voyageurs intérieurs et fret (y compris le courrier).
Japan Airlines débute les années 1990 avec des vols d'évacuation de citoyens japonais hors d'Irak avant le début de la guerre du Golfe.
En octobre 1990, Japan Air Charter est créée, et en septembre 1996, un accord avec The Walt Disney Company est annoncé, ce qui rend Japan Airlines le transporteur officiel de Tokyo Disneyland.
JAL Express sera créée en avril 1997, exploitant des Boeing 737.
Dans les années 1990, la compagnie va rencontrer d'autres difficultés économiques découlant de la récession aux États-Unis et Royaume-Uni, ainsi qu'un ralentissement du trafic intérieur.
Après des années de bénéfices depuis 1986, la compagnie affiche des pertes d'exploitation à partir de 1992. La réduction des coûts, plus la création de la filiale low-cost nationale JAL Express et le transfert des activités touristiques vers JALways (le successeur de Japan Air Charter), va permettre le retour de la compagnie vers la rentabilité en 1999.
En 1997, JAL transporte le Premier ministre japonais Ryūtarō Hashimoto au Pérou pour participer à la négociation dans la crise des otages de l'ambassade japonaise.
Japan Airlines passe des commandes pour des Boeing 777 dans les années 1990, prévoyant un renouvellement de la flotte. JAL fut une des huit compagnies ayant participé à la conception du Boeing 777.

### Fusion avec Japan Air System

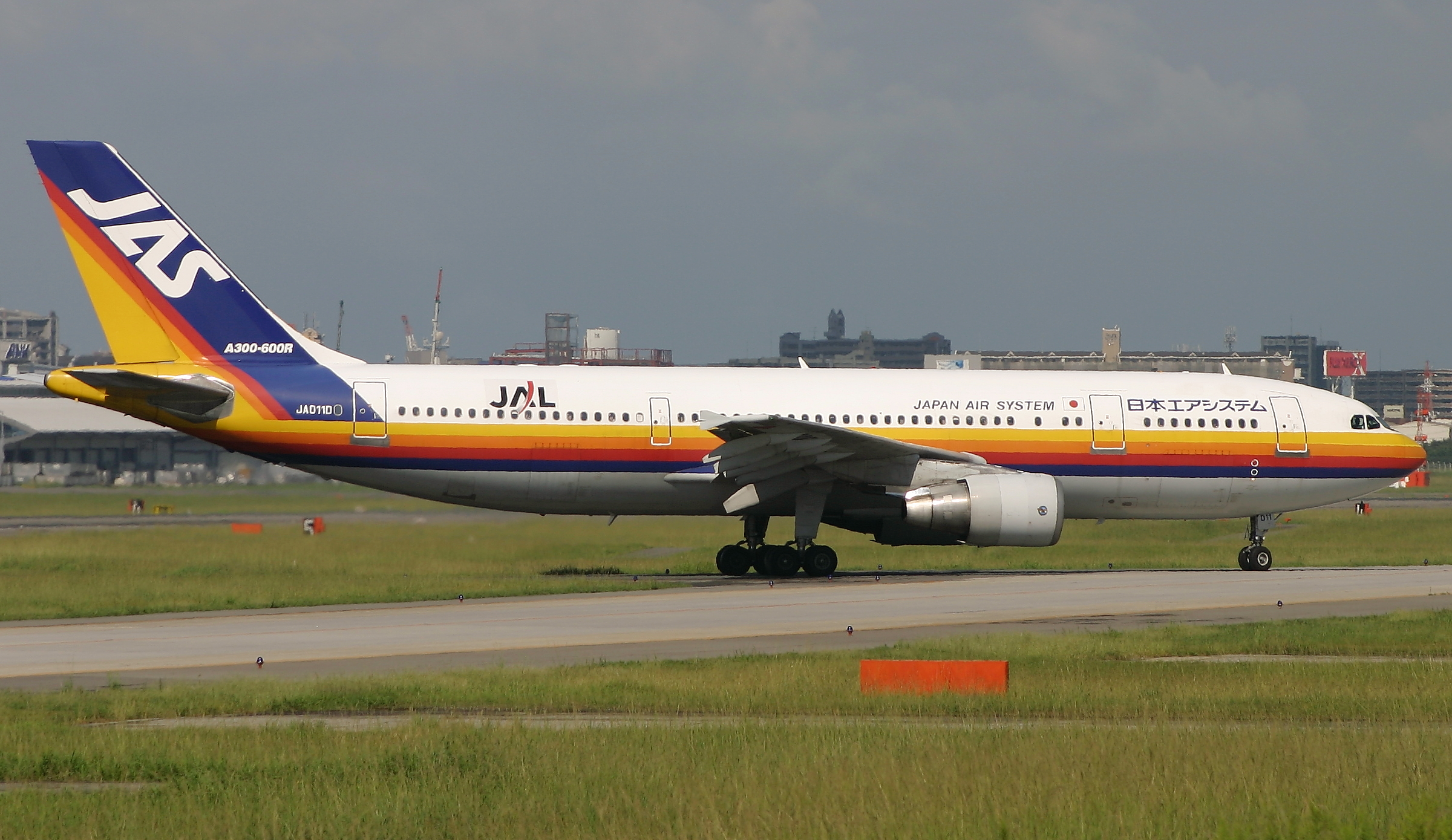
Airbus A300-600R de Japan Air System en 2004.

Son récent rapprochement (achevé le 1er avril 2004) avec la compagnie intérieure JAS (Japan Air System) a eu moins de succès qu'escompté[réf. souhaitée], ce qui l'a sans doute poussé[réf. nécessaire] à rejoindre Oneworld alors que c'était une des rares grandes compagnies à rester en dehors de toute alliance globale.

### Difficultés récentes

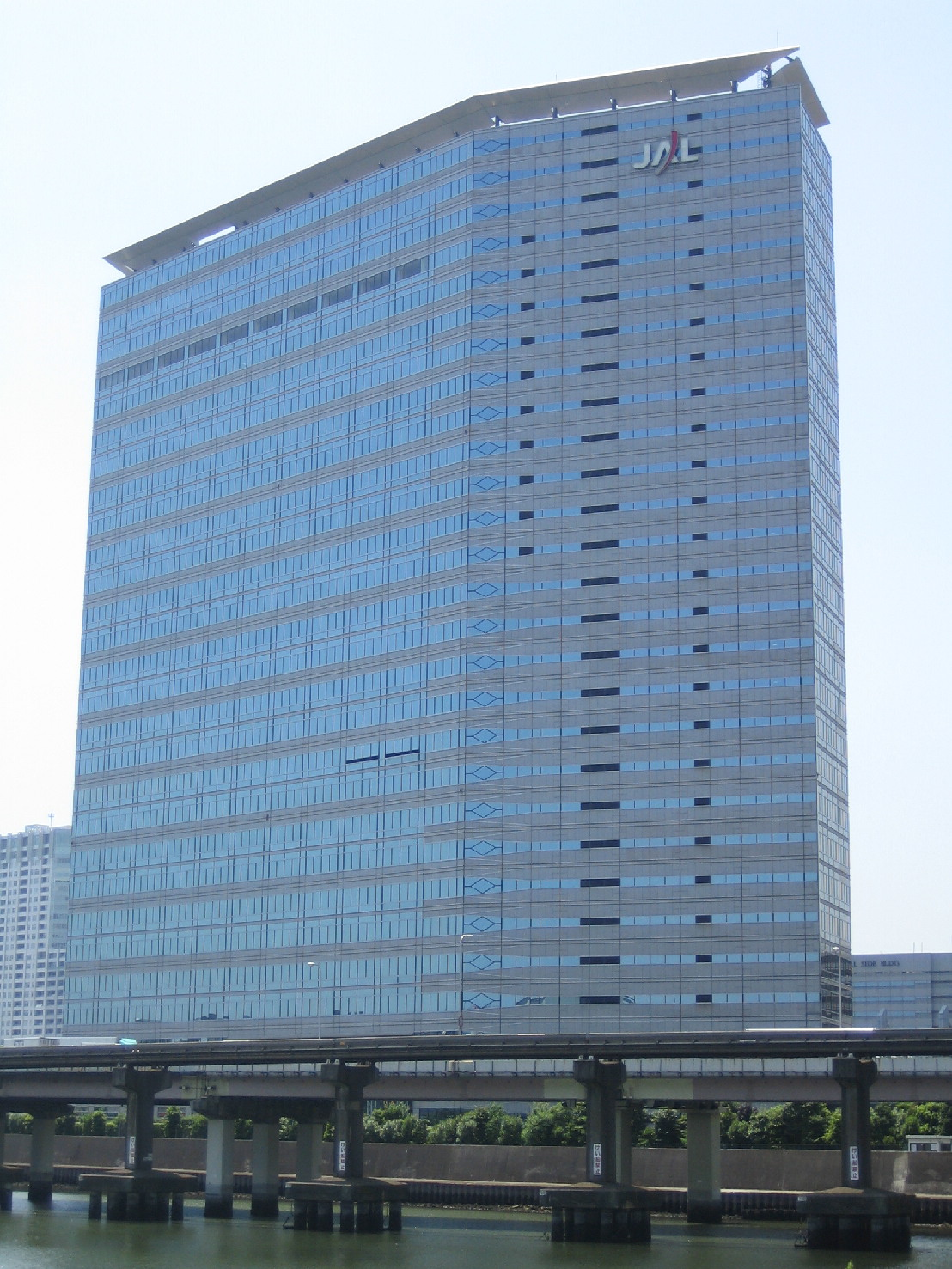
Le siège de Japan Airlines dans l'arrondissement de Shinagawa à Tokyo.

En novembre 2009, Japan Airlines a annoncé une « perte gigantesque » au premier trimestre de son année comptable 2009-2010 : sa perte nette s'élève à 131,2 milliards de yens (1,31 milliard de dollars américains). En janvier 2010, les analystes financiers sont pessimistes quant à l'avenir de Japan Airlines, son action a perdu 12 % en date du 8 janvier et 30 % de baisse sur la première semaine de 2010 ; le 11 janvier 2010, Japan Airlines annonce qu'elle pourrait supprimer 15 600 emplois d'ici 3 ans et de plus qu'elle renonce à une alliance avec une compagnie aérienne américaine, soit American Airlines ou Delta Air Lines,.
Selon le quotidien japonais Yomiuri, Japan Airlines aurait conclu un rapprochement avec Delta Air Lines, ce qui pourrait dire qu'elle quitterait l'alliance Oneworld pour rejoindre SkyTeam d'ici avril 2011.

Le 19 janvier 2010, Japan Airlines dépose son bilan. Elle s'est déclarée en cessation de paiements devant un tribunal de Tokyo pour ainsi bénéficier de la protection de la loi japonaise sur les faillites. L'État japonais s'engage à soutenir la compagnie dans la suite des événements par le biais du fonds public de restructuration des entreprises ETIC (Enterprise Turnaround Initiative Corp of Japan). 15 700 emplois seront supprimés ainsi que 14 destinations internationales et 17 liaisons aériennes intérieures. De plus, JAL se départira de 37 Boeing 747-400. Japan Airlines qui assure 40 % du trafic aérien au Japon, continuera de voler malgré sa restructuration. Elle sera radiée de la Bourse de Tokyo d'ici un mois a annoncé la Tokyo Stock Exchange (TSE).
Le 2 février 2010, Japan Airlines annonce qu'elle hésite toujours entre rester avec Oneworld ou rejoindre SkyTeam.
Le 9 février 2010, Japan Airlines annonce qu'elle restera dans Oneworld et qu'elle travaillera avec American Airlines pour présenter aux autorités américaines un dossier commun pour mieux offrir des vols à leurs clients, mise en place par l'accord «ciel ouvert» entre les États-Unis et le Japon récemment,.
Le 9 novembre 2010, la Commission européenne condamne Japan Airlines ainsi que dix autres compagnies aériennes pour entente illicite qui viole les règles des traités européens. Ces entreprises s'étaient secrètement entendues pour exiger des surtaxes sur le transport de fret à partir de ou vers l'Union européenne. Japan Airlines est condamnée à verser une amende de 35,7 millions d'euros au budget européen.
En 2011, Japan Airlines met définitivement fin à l'exploitation de ses derniers Boeing 747 et Airbus A300, qu'elle retire de sa flotte.
Le 1er avril 2011, Japan Airlines adopte une nouvelle identité corporate et un nouveau logo. Le but est de renouveler son engagement à fournir des niveaux de service aux passagers les plus qualitatifs et à rapidement réformer le groupe pour que celui-ci puisse contribuer largement au progrès de la société.
Le 3 août 2012, JAL, propriété d'ETIC à 97 %, est autorisé à revenir en bourse le 19 septembre.
En 2024, dans un contexte marqué par un accident récent, Mitsuko Tottori (en) devient en avril la première femme présidente de la société, après y avoir effectué toute sa carrière, alors que son prédécesseur, Yuji Akasaka, prend la tête du conseil d’administration.

### Principaux accidents et incidents
Depuis sa création, la compagnie Japan Airlines a connu huit accidents mortels, dont une série noire dans les années 1970, et le triste record de l'accident le plus meurtrier avec un seul avion (520 morts) en 1985 ; elle n'en a plus connu depuis trente ans, si l'on exclut celui du 8 juin 1997 qui a causé le décès d'une hôtesse de l'air.
- 9 avril 1952 : le Martin 2-0-2 Mokusei de Northwest Orient Airlines affrété par Japan Airlines s'écrase en route entre Tokyo-Haneda et Fukuoka sur le mont Mihara, une île volcanique culminant à 764 m d'altitude à une centaine de kilomètres au sud de Tokyo. Les 37 occupants sont tués[19].
- 22 novembre 1968 : le vol Japan Airlines 002 (en) venant de Tokyo amerrit dans la baie de San Francisco en approche sur la piste 28 gauche de l'aéroport international à la suite d'une erreur dans l'utilisation du système d'atterrissage automatique utilisant l'ILS. Tous les passagers du McDonnell Douglas DC-8 Shiga sont sains et saufs. L'avion est sorti de l'eau 55 heures après, et revole 4 mois plus tard[20].
- 24 juin 1969 : le crash Japan Airlines de Moses Lake se produit lors d'un vol d'entraînement sur l'aéroport international de Grant County (en) près de Moses Lake, Washington, au nord-ouest des États-Unis. Au décollage de la piste 32 droite, le moteur no 4 du Convair CV-880 (le plus à droite) est réduit pour exercice, le pilote tarde à réagir et ne peut empêcher l'avion de déraper à droite : le moteur touche le sol, l'avion sort de la piste et prend feu, 3 des 5 membres d'équipage sont tués[21].
- 31 mars 1970 : le vol Japan Airlines 351, effectué sur Boeing 727, fut détourné avec 115 personnes à bord par neuf membres de l'armée rouge japonaise qui souhaitaient se rendre à Cuba. Faute de carburant, l'avion atterrit finalement à Pyongyang en Corée du Nord, après avoir libéré tous les passagers à Fukuoka (Japon) et Séoul (Corée du Sud). Les pirates de l'air se rendirent aux autorités nord-coréennes qui leur offrirent l'asile politique. Seul l'un d'entre eux fut ensuite arrêté en Thaïlande et extradé au Japon en mars 2000[22].
- 14 juin 1972 : le vol Japan Airlines 471 (en) en DC-8 venant de Bangkok s'écrase lors de son approche finale à l'aéroport de Delhi-Indira Gandhi tuant 82 de ses 87 occupants et 4 personnes au sol[23].
- 24 septembre 1972 : le vol Japan Airlines 472 (en) sur McDonnell Douglas DC-8 en provenance de Téhéran sort de la piste à l'aéroport de Bombay-Juhu (en) en Inde et prend feu alors qu'il croyait atterrir à l'aéroport international de Bombay, par mauvaise visibilité. Les deux pistes n'étaient séparées que de quelques kilomètres avec la même orientation, mais celle de Juhu n'avait que 1 143 m de long (au lieu de 3 445 m). L'avion est détruit, mais les 122 occupants survivent[24].
- 28 novembre 1972 : le vol Japan Airlines 446 (en) en DC-8 à destination de Tokyo décroche quelques secondes après le décollage de Moscou-Cheremetievo à la suite d'erreurs des pilotes qui auraient notamment sorti les aérofreins sol au lieu de rentrer le train, et s'écrase, tuant 62 des 76 occupants. Plusieurs incidents et accidents survenus cette année-là entraînèrent une polémique jusque devant la Diète du Japon[25].
- 23 juillet 1973 : le vol Japan Airlines 404 (en) d'Amsterdam-Schiphol à destination d'Anchorage sur Boeing 747 est détourné par des pirates de l'air peu après son décollage et atterrit à Dubaï puis Damas et Benghazi en Libye où tous les passagers finissent par être libérés. Les pirates de l'air ont, eux, été tués[26].
- 13 janvier 1977 : lors du crash Japan Airlines d'Anchorage, un DC-8 cargo à destination de Tokyo-Haneda au roulage sur l'aéroport d'Anchorage, dans un épais brouillard givrant, s'aligne sur la piste 24 gauche (au lieu de la 24 droite comme autorisé), décolle, décroche et s'écrase 300 m après la fin de la piste. Les 2 passagers et les 3 membres d'équipage sont tués. Le commandant de bord était sous l'emprise de l'alcool, le copilote n'avait semble-t-il pas osé lui signaler son erreur[27].
- 27 septembre 1977 : le DC-8 du vol Japan Airlines 715 (en) de Hong Kong-Kai Tak vers Kuala Lumpur-Sultan Abdul Aziz Shah manque son approche VOR sous un orage, descendant 150 m en dessous des minima autorisés et s'écrase sur une colline 6 km avant l'aéroport de destination, tuant 34 des 79 personnes à bord[28].
- 28 septembre 1977 : des terroristes de l'armée rouge japonaise prirent le contrôle d'un DC-8 d'un autre vol Japan Airlines 472 (en) en provenance de Paris et à destination de Tokyo, peu après son re-décollage de Bombay en Inde après une escale. Ils forcèrent les pilotes à atterrir à Dhaka au Bangladesh, où ils demandèrent une rançon s'élevant à 6 000 000 de dollars américains afin de libérer les passagers. Le gouvernement japonais finit par accepter, et l'ensemble des passagers furent libérés[29].
- 9 février 1982 : le DC-8 du vol Japan Airlines 350 en provenance de Fukuoka s'écrase dans la baie de Tokyo en approche sur Tokyo-Haneda, 510 m avant le seuil de la piste. Le commandant de bord, Seiji Katagiri, 35 ans, sanglotait déjà au cours de l'approche ; juste avant l'écrasement, il met soudain les moteurs en position reverse, le mécanicien navigant se lève pour le ceinturer alors que le copilote tente en vain de redresser l'avion[30]. 24 des 166 passagers sont tués, mais les 8 membres d'équipage sont saufs. L'enquête met en évidence des troubles psychiques antérieurs du pilote[31], qui avait été arrêté de vol de novembre 1980 à novembre 1981[31]. Reconnu non responsable de ses actes, il n'est pas condamné[32].
- 12 août 1985 : le Boeing 747 du vol Japan Airlines 123 s'écrase contre une montagne près de Gunma au Japon. Les pilotes n'avaient plus pour seules commandes que les manettes des gaz. La cause initiale est une réparation défectueuse au niveau de la queue de l'appareil après un incident en 1978, provoquant la perte de la dérive et d'une partie de l'empennage horizontal, une panne hydraulique totale et la dépressurisation de la cabine aux alentours de 24 000 pieds (7 200 m). Il y a 520 morts et 4 survivants. De toute l'histoire de l’aviation, cette catastrophe aérienne a été la plus meurtrière incluant un seul appareil[33].
- 8 juin 1997 : le vol Japan Airlines 706 sur MD-11 en provenance de Hong Kong vers Nagoya subit de violentes turbulences et plusieurs brusques variations d'assiette vers 5 000 m en descente, près de la péninsule de Shima (en), au cours desquelles cinq passagers et sept membres d'équipage sont blessés, l'une de ceux-ci décède de contusion cérébrale 20 mois plus tard[34]. Le pilote, poursuivi pour erreur de pilotage[35] et contre qui 18 mois de prison ont été requis, est acquitté en 2004[36].
- 31 janvier 2001 : la quasi-collision de Japan Airlines implique deux avions, un Boeing 747 et un DC-10 avec un total de 677 personnes à bord, qui manquent d'entrer en collision frontale en raison d'une confusion d'indicatifs de la part des contrôleurs du centre de contrôle régional de Tokyo (en) ; l'accident n'est évité que grâce à une violente manœuvre d'évitement à vue du 747 qui fait 100 blessés à son bord dont 9 graves sur les 411 personnes à bord. Les deux avions sont passés à une distance estimée à 10 m l'un de l'autre par son pilote[37].
- 2 janvier 2024 : le vol Japan Airlines 516 assuré par un Airbus A350-900 en provenance de Sapporo vers Tokyo rentre en collision sur la piste lors de son atterrissage avec un Dash 8 de la garde côtière du Japon. L'accident provoque la perte des deux appareils et la mort de cinq des six passagers du Dash 8[38].

## Destinations

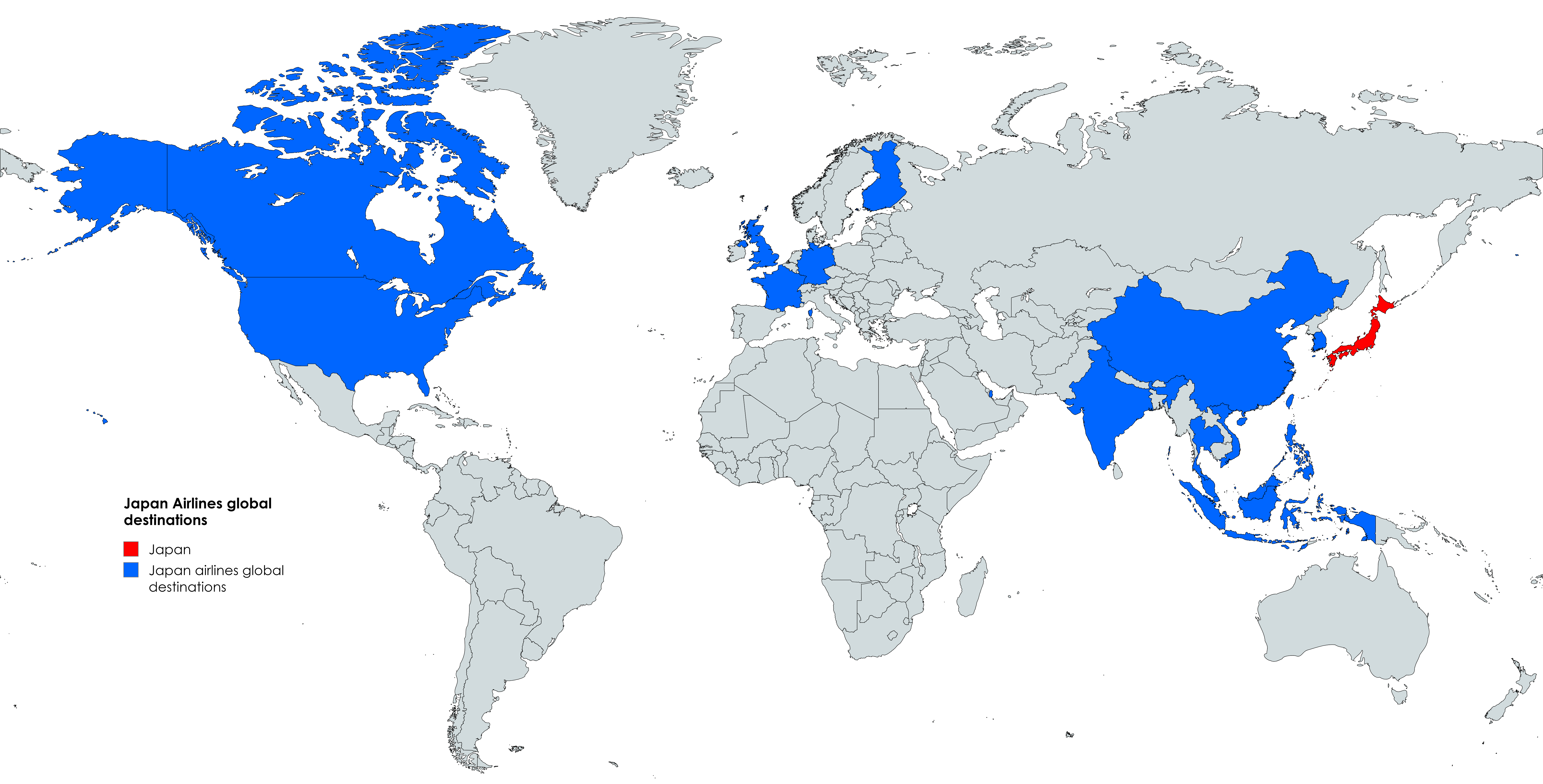
Destinations de Japan Airlines 2024.

Japan Airlines dessert 100 destinations en Asie, en Amérique du Nord, en Europe et en Océanie. 

## Flotte
En avril 2025, les appareils suivants sont en service au sein de la flotte de Japan Airlines :

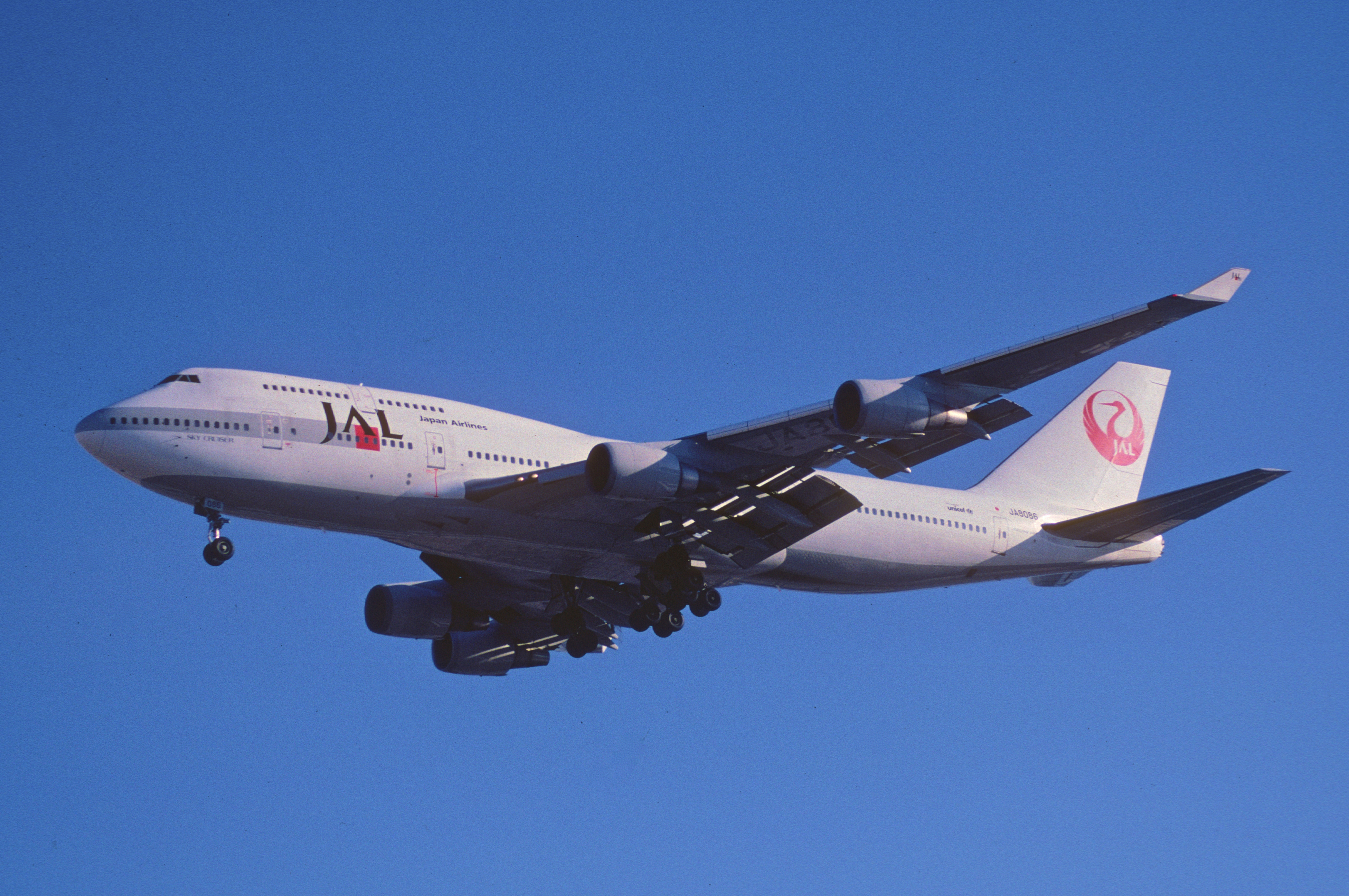
Boeing 747-400 de JAL.

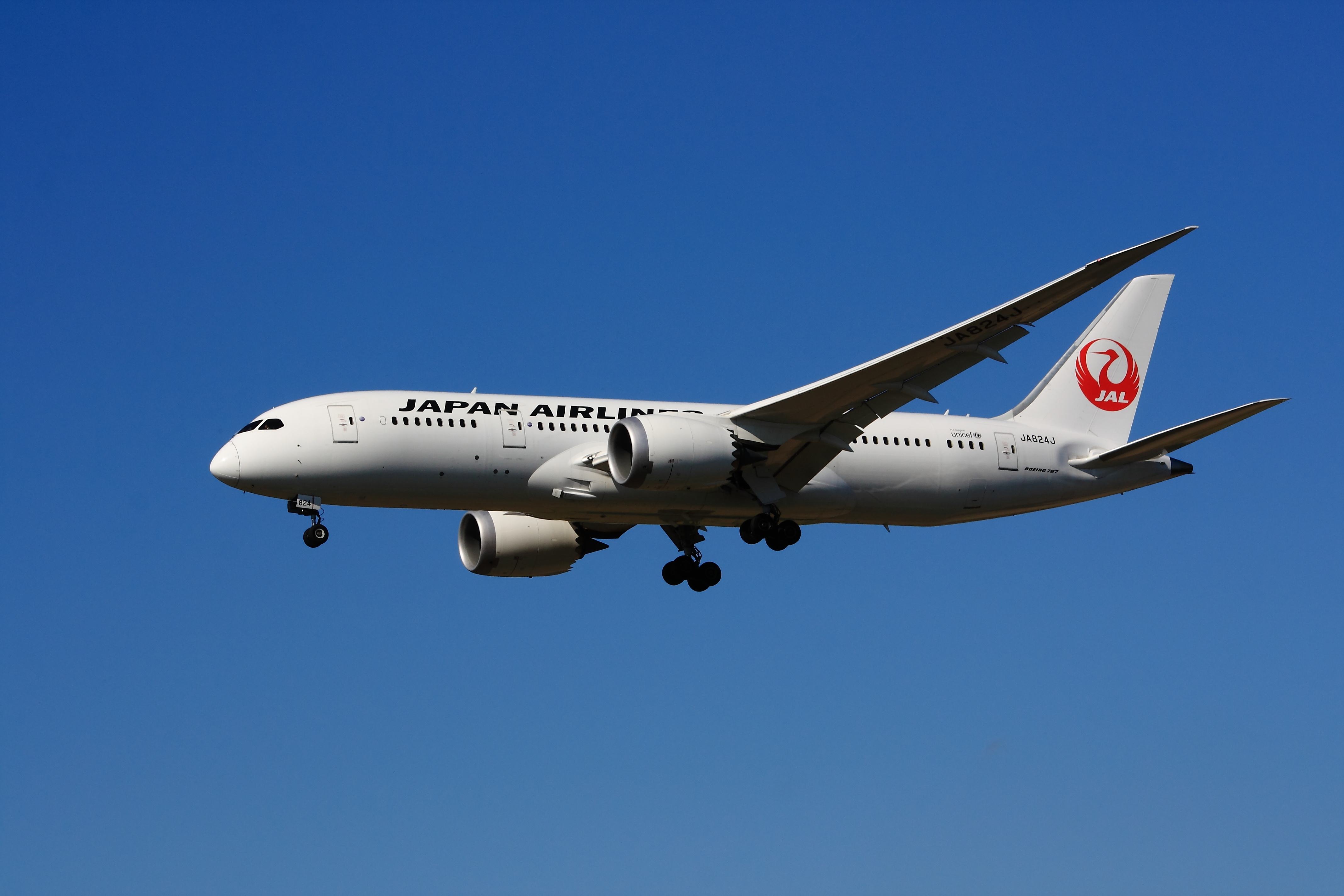
L'un des Boeing 787 destinés à renouveler la flotte de la compagnie.

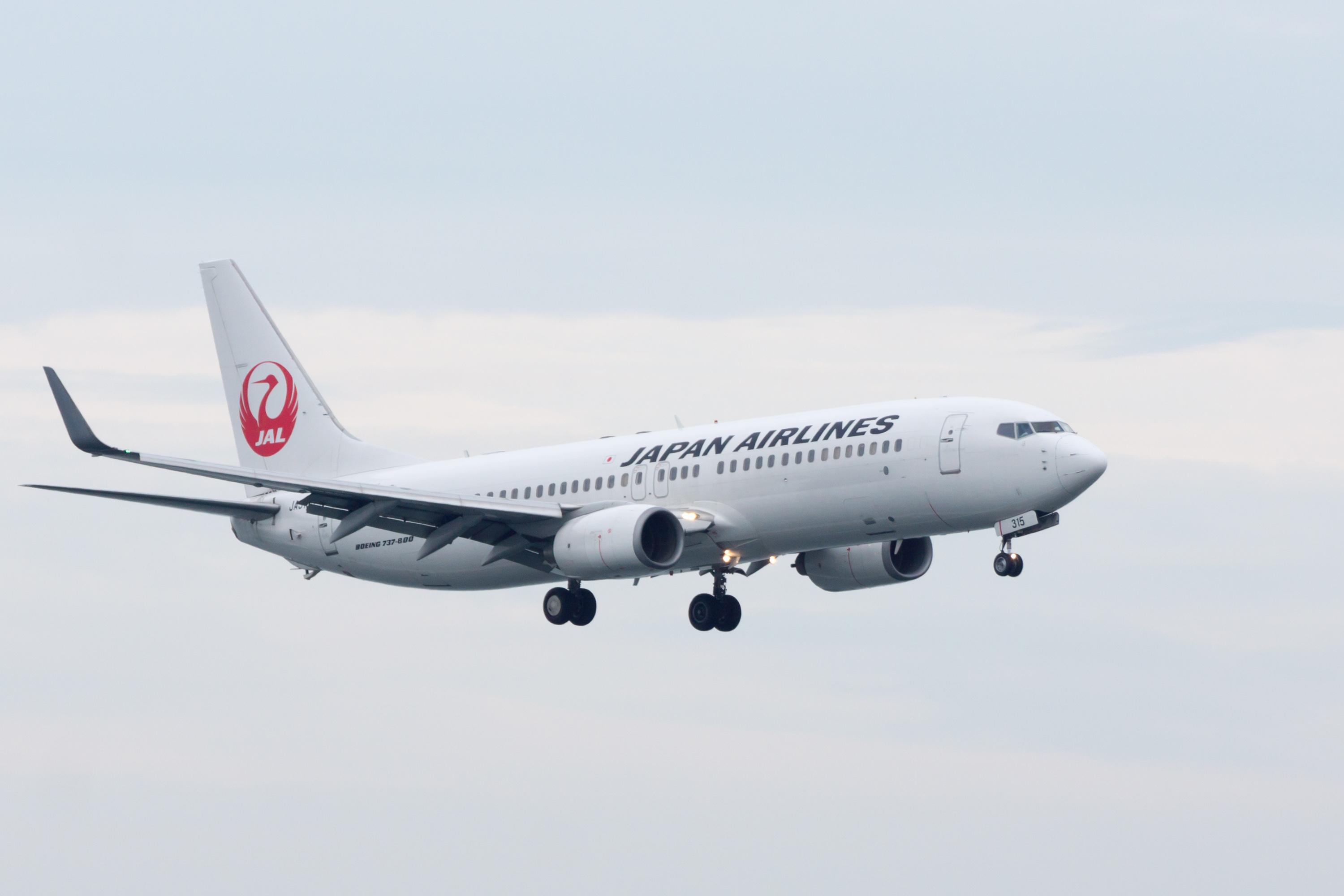
Un Boeing 737-800 de JAL.

## Partenariats
Japan Airlines a des accords de partage de codes avec les compagnies aériennes suivantes :
| - Air Berlin* - Air France - Air Tahiti Nui - Aircalin - American Airlines* - Bangkok Airways | - British Airways* - Cathay Pacific* - China Airlines - China Eastern Airlines - China Southern Airlines | - Emirates - Finnair* - Garuda Indonesia - Iberia* - JetBlue Airways | - Jetstar Airways - Korean Air - LAN Airlines* - Malaysia Airlines* - Qantas Airways* | - Qatar Airways* - S7 Airlines* - Royal Air Maroc* - Thai Airways - Vietnam Airlines - WestJet |

* membres de Oneworld

## Identité visuelle

### Logo
Le logo utilisé depuis 2011 est fortement inspiré du logo utilisé de 1959 à 1989

JAL 1989-2002
JAL 2002-2011

### Livrée

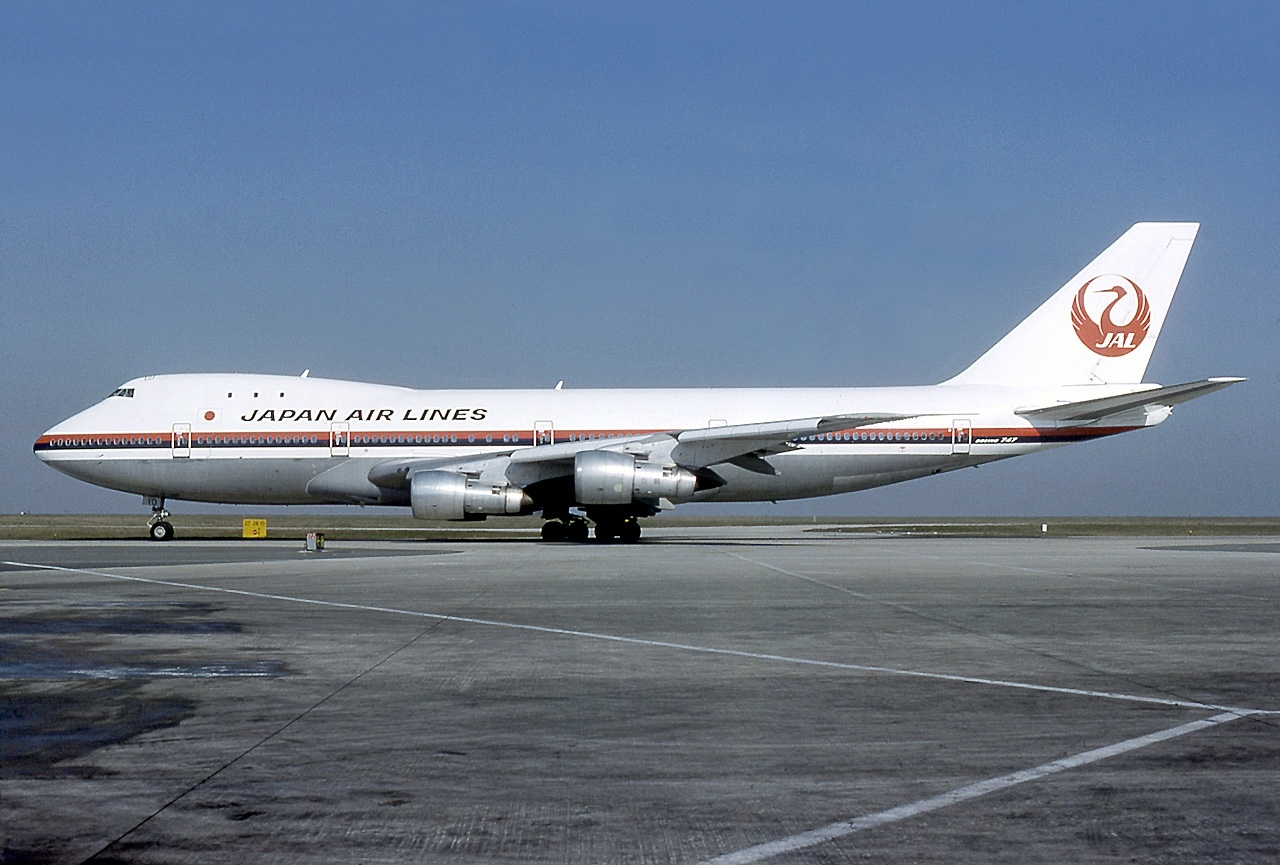
1959-1989.
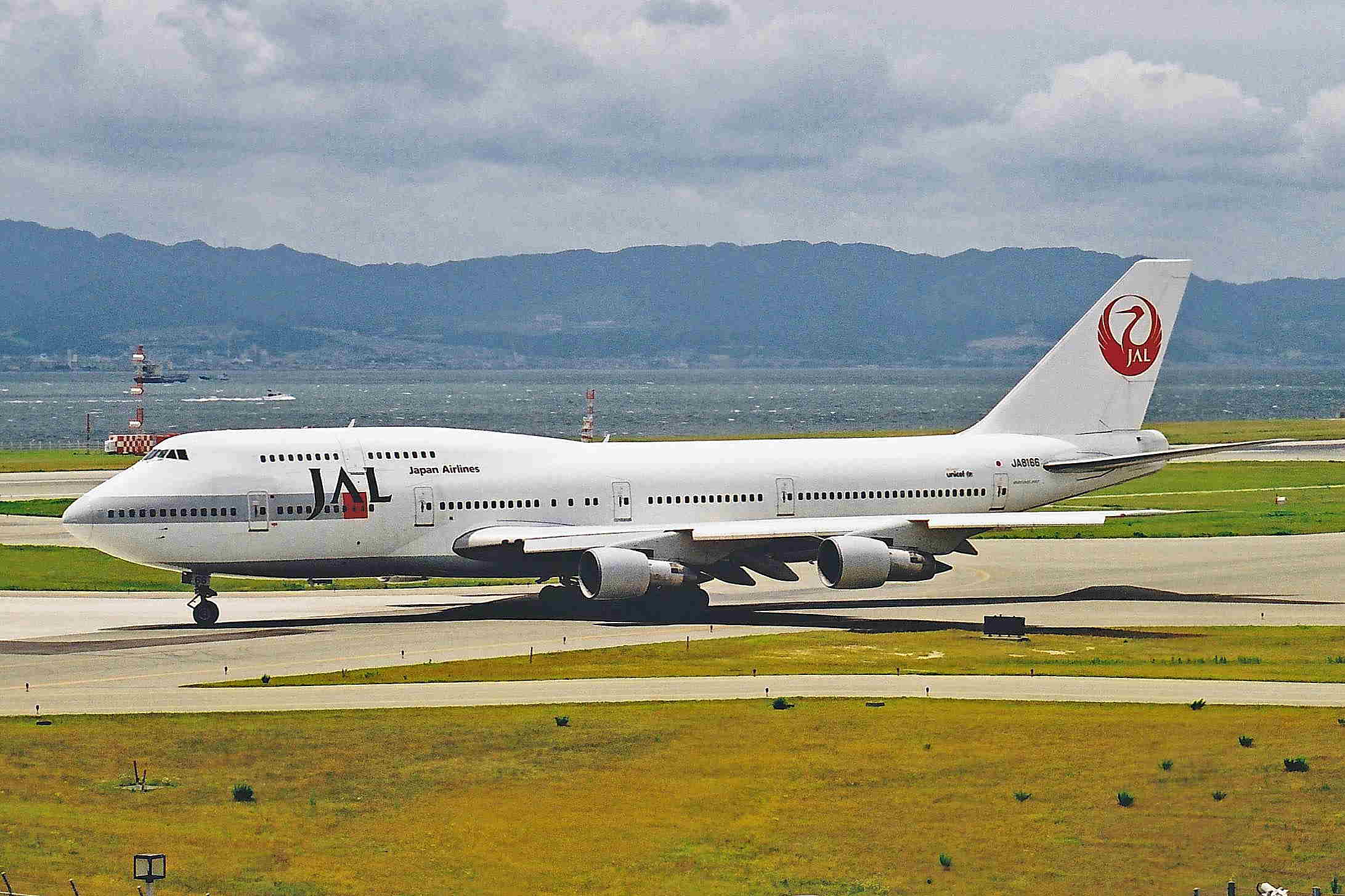
1989-2002.
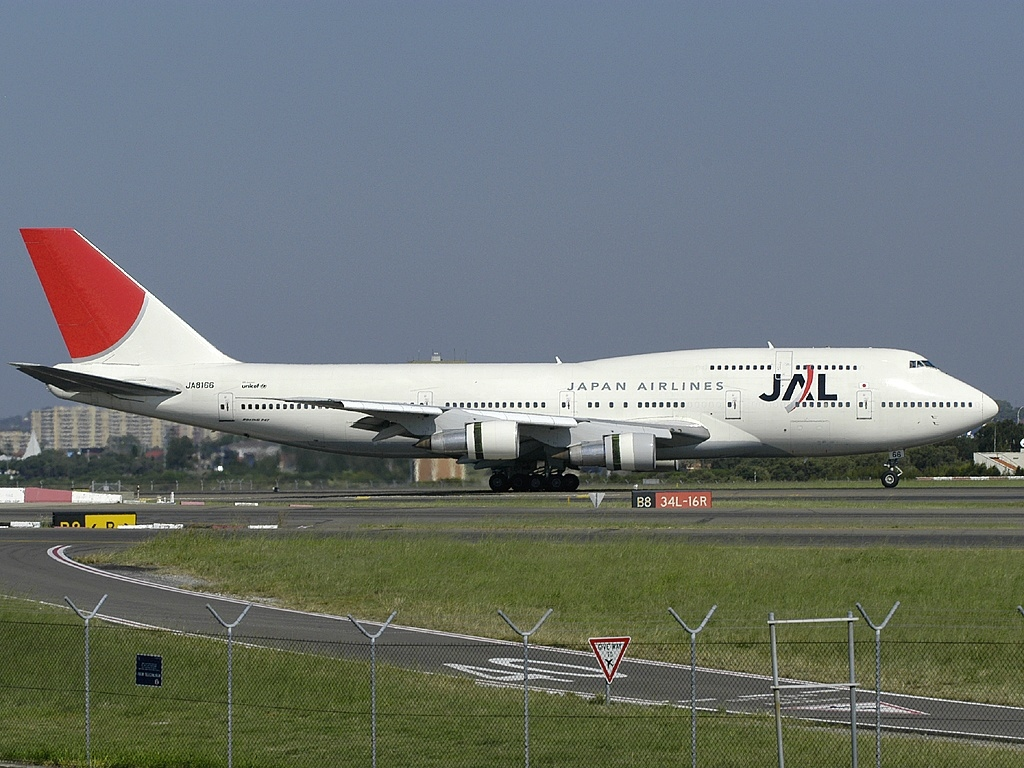
2002-2011.
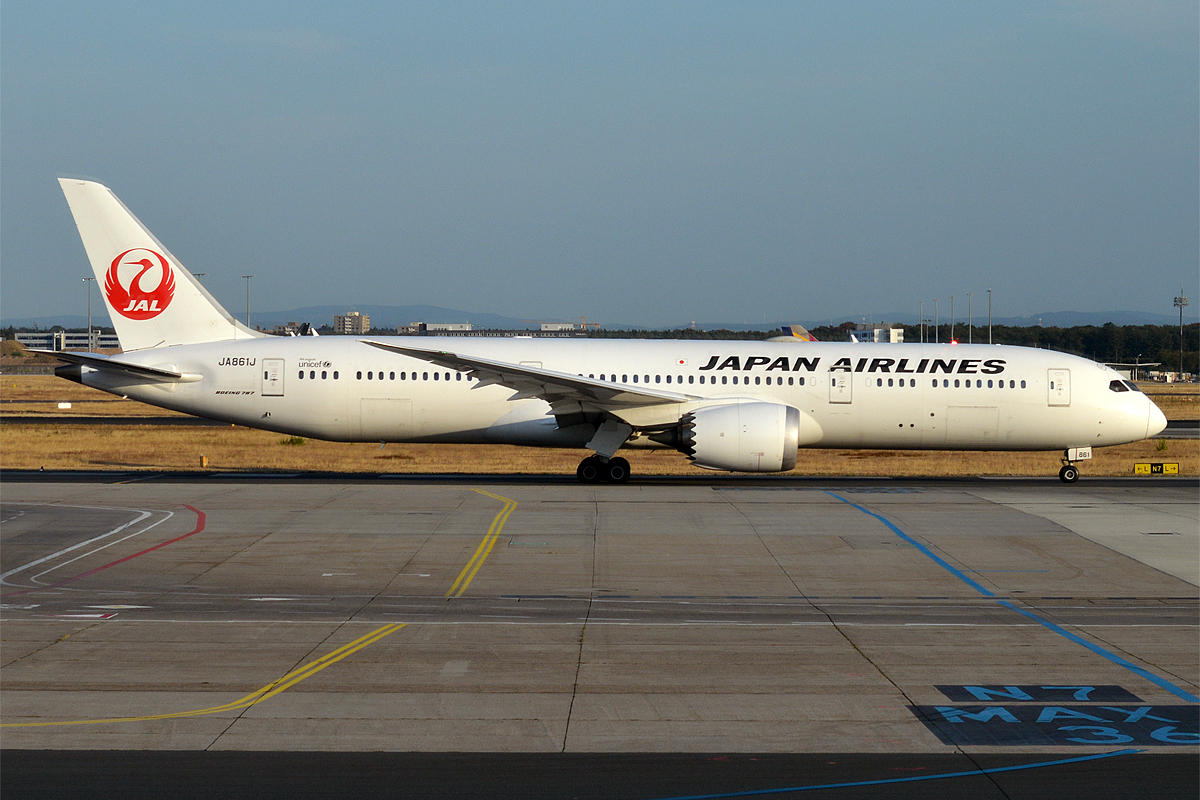
Depuis 2011.

## Galerie

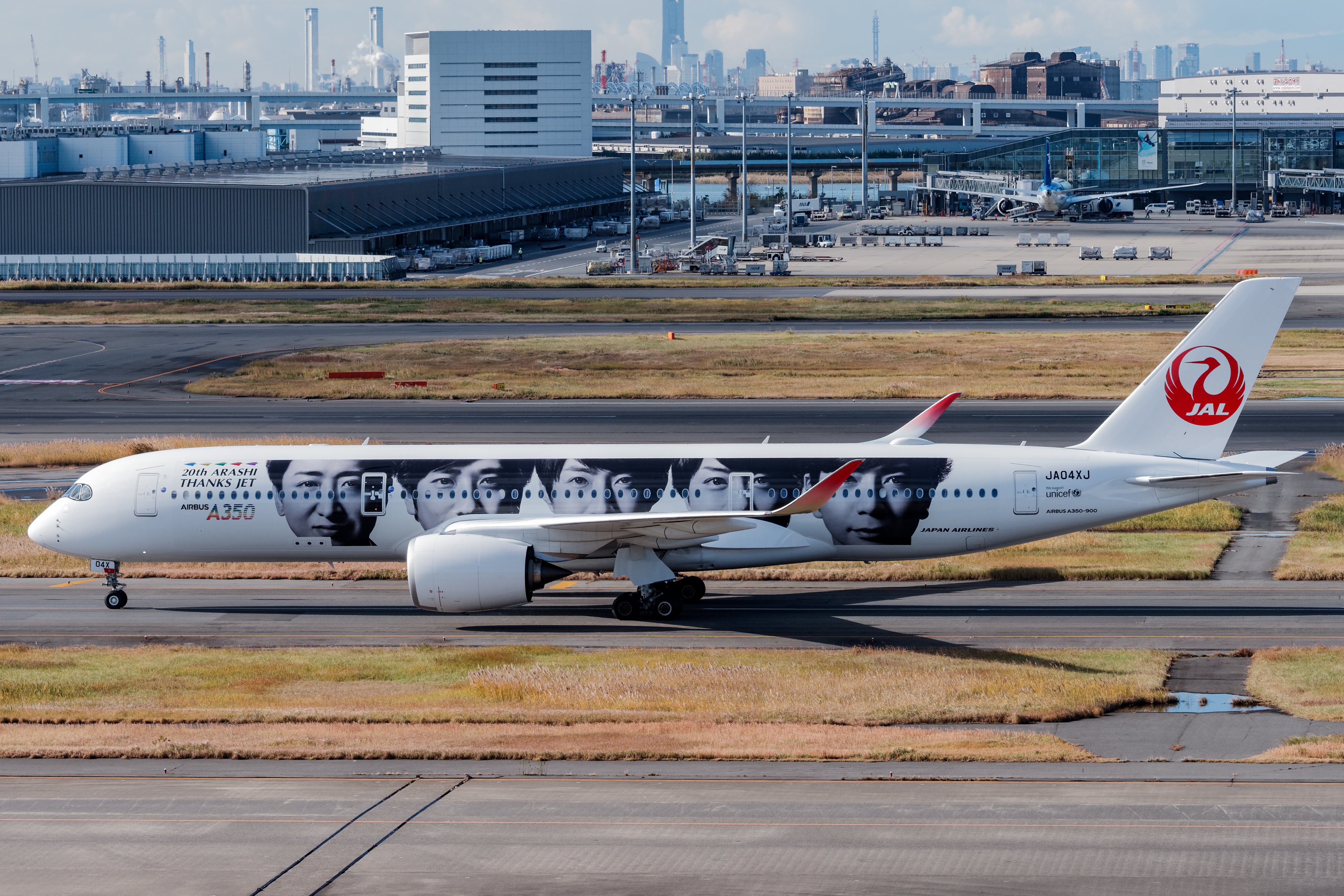
A350-900.
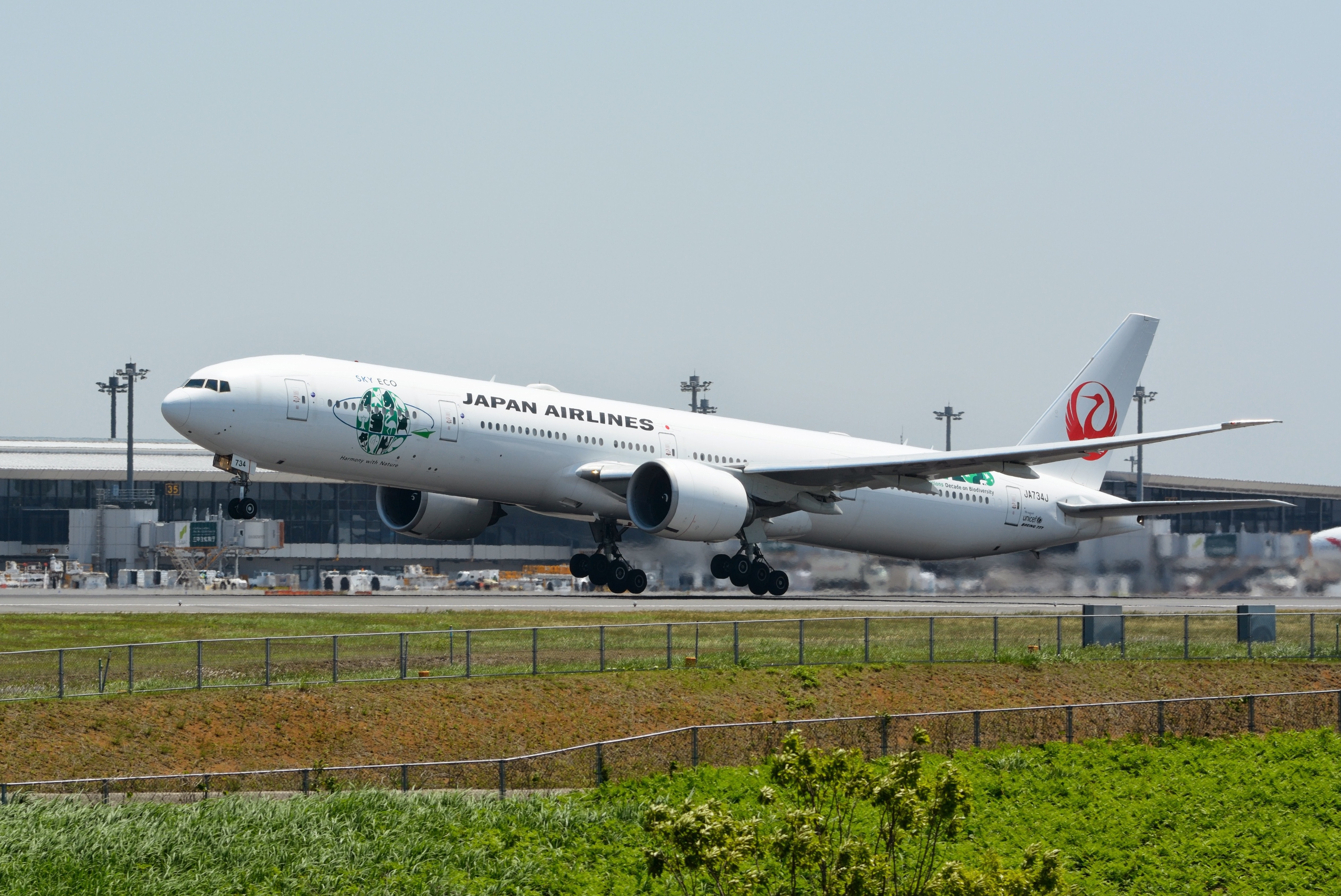
« Sky Eco ».
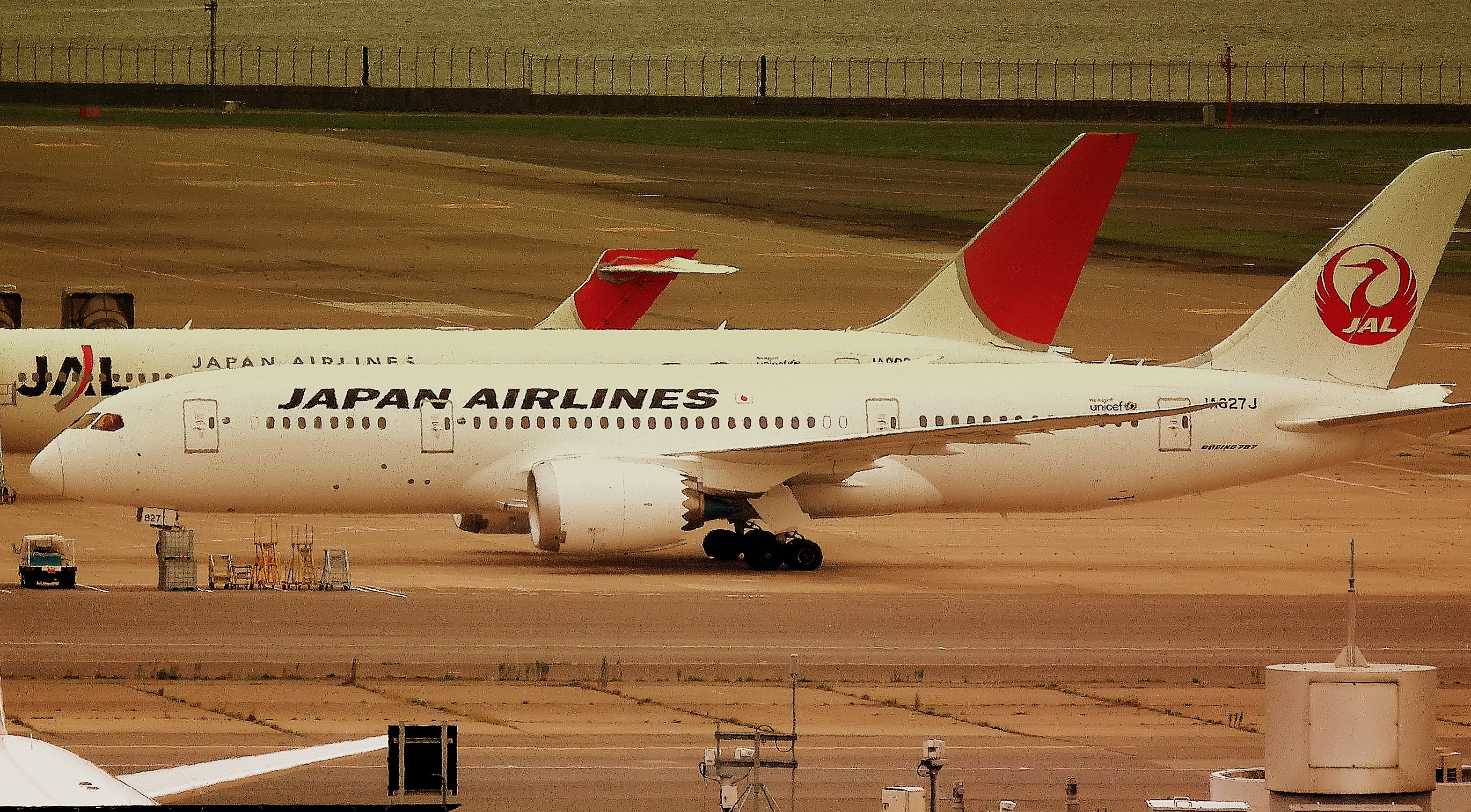
JAL BOEING 787-800 DREAMLINER à Tokyo en 2012.
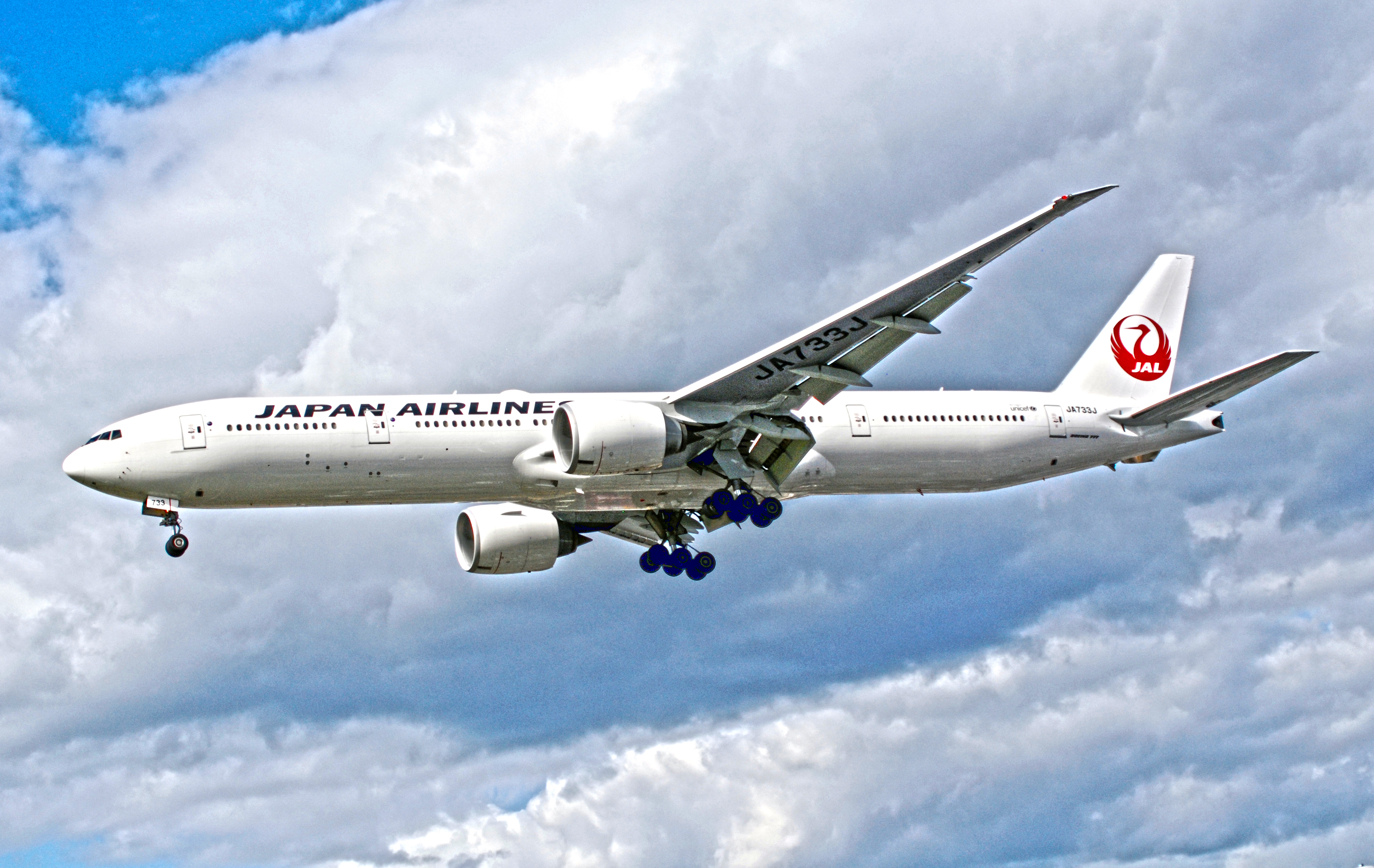